# Episodi di Love Boat (nona stagione)
La nona stagione della serie televisiva Love Boat è stata trasmessa in anteprima negli Stati Uniti d'America dalla ABC tra il 28 settembre 1985 e il 24 maggio 1986.
| nº | Titolo originale                                                                                        | Titolo italiano | Prima TV USA      | Prima TV Italia |
| -- | --- | --------------- | ----------------- | --------------- |
| 1  | A Day in Port                                                                                           |                 | 28 settembre 1985 |                 |
| 2  | Your Money or Your Wife / Joint Custody / The Temptations                                               |                 | 5 ottobre 1985    |                 |
| 3  | Hidden Treasure / Picture from the Past / Ace's Salary                                                  |                 | 12 ottobre 1985   |                 |
| 4  | The German Cruise: The Villa / The Racer's Edge / Love or Money / The Accident (Part 1)                 |                 | 2 novembre 1985   |                 |
| 5  | The German Cruise: The Villa / The Racer's Edge / Love or Money / The Accident (Part 2)                 |                 | 2 novembre 1985   |                 |
| 6  | Forties Fantasy                                                                                         |                 | 16 novembre 1985  |                 |
| 7  | Good Time Girls / Iron Man / Soap War                                                                   |                 | 23 novembre 1985  |                 |
| 8  | Trouble in Paradise / No More Mister Nice Guy / The Mermaid and the Cop                                 |                 | 30 novembre 1985  |                 |
| 9  | Roommates / Heartbreaker / Out of the Blue                                                              |                 | 7 dicembre 1985   |                 |
| 10 | The Father of the Bride / The Best Man / Members of the Wedding                                         |                 | 11 gennaio 1986   |                 |
| 11 | Picture Me a Spy / Daredevil / Sleeper                                                                  |                 | 18 gennaio 1986   |                 |
| 12 | Hippies and Yuppies / Frat Wars / Return of the Lambdas                                                 |                 | 25 gennaio 1986   |                 |
| 13 | Miss Mom / Who's the Champ / Gopher's Delusion                                                          |                 | 1º febbraio 1986  |                 |
| 14 | Egyptian Cruise (Part 1)                                                                                |                 | 8 febbraio 1986   |                 |
| 15 | Egyptian Cruise (Part 2)                                                                                |                 | 8 febbraio 1986   |                 |
| 16 | Hello, Emily / The Tour Guide / The Winning Number                                                      |                 | 15 febbraio 1986  |                 |
| 17 | The Second Time Around / Hello, Spencer / Runaway, Go Home                                              |                 | 22 febbraio 1986  |                 |
| 18 | The Art Lover / Couples / Made for Each Other                                                           |                 | 1º marzo 1986     |                 |
| 19 | Second Banana / The Prodigy / What Goes Around Comes Around                                             |                 | 8 marzo 1986      |                 |
| 20 | Gothic Romance / Whatever Happened to Crazy Joe Flash? / We'll Meet Again                               |                 | 15 marzo 1986     |                 |
| 21 | The Will / Deja Vu / The Prediction                                                                     |                 | 22 marzo 1986     |                 |
| 22 | Spain Cruise: The Matadors / Mrs. Jameson Comes Out / Love's Labors Found / Marry Me, Marry Me (Part 1) |                 | 3 maggio 1986     |                 |
| 23 | Spain Cruise: The Matadors / Mrs. Jameson Comes Out / Love's Labors Found / Marry Me, Marry Me (Part 2) |                 | 3 maggio 1986     |                 |
| 24 | My Stepmother, Myself / Almost Roommates / Cornerback Sneak                                             |                 | 17 maggio 1986    |                 |
| 25 | Happily Ever After / Have I Got a Job for You / Mr. Smith Goes to Minikulu                              |                 | 24 maggio 1986    |                 |